# Zagóry (Sulęczyno)
Zagóry – dawna część wsi Sulęczyno w Polsce, w województwie pomorskim, w powiecie kartuskim, w gminie Sulęczyno. Wchodzą w skład sołectwa Sulęczyno.
1 stycznia 2024 nazwa miejscowości została zniesiona.
W latach 1975–1998 Zagóry administracyjnie należały do województwa gdańskiego.